# Ottweiler
Ottweiler és una ciutat i municipi del districte de Neunkirchen a l'estat federat alemany de Saarland. Està situada tocant el riu Blies, aproximadament a 7 km al nord de Neunkirchen, i 25 km al nord-est de Saarbrücken.

## Persones notables
- Guillem Lluís de Nassau-Saarbrücken (1590-1640), noble
- Joan Lluís de Nassau-Ottweiler (1625-1690), noble
- Frederic Lluís de Nassau-Ottweiler (1651-1728), noble
- Anna Caterina de Nassau-Ottweiler (1651-1731), noble
- Lluïsa de Nassau-Ottweiler (1686-1753), noble
- Sofia Amàlia de Nassau-Ottweiler (1688-1753), noble
- Kristina Barrois (1981), tenista